# Нижнепавлушкинский сельсовет
Нижнепавлушкинский сельсовет — сельское поселение в Бугурусланском районе Оренбургской области Российской Федерации.
Административный центр — село Нижнепавлушкино.

## История
9 марта 2005 года в соответствии с законом Оренбургской области № 1895/321-III-ОЗ образовано сельское поселение Нижнепавлушкинский сельсовет, установлены границы муниципального образования.

## Население
| 2010 | 2012 | 2013 | 2014 | 2015 | 2016 | 2017 |
| ---- | ---- | ---- | ---- | ---- | ---- | ---- |
| 694  | ↘657 | ↘640 | ↘606 | ↘563 | ↘525 | ↘508 |
| 2018 | 2019 | 2020 | 2021 |      |      |      |
| ↘473 | ↘443 | ↘424 | ↘403 |      |      |      |

## Состав сельского поселения
| № | Населённый пункт | Тип населённого пункта       | Население |
| - | ---------------- | ---------------------------- | --------- |
| 1 | Верхнепавлушкино | село                         | 211       |
| 2 | Луговой          | посёлок                      | 0         |
| 3 | Нижнепавлушкино  | село, административный центр | 194       |
| 4 | Старые Узели     | село                         | 289       |